# Рябушкин, Тимон Васильевич
Тимо́н Васи́льевич Рябушкин (30 декабря 1914 (12 января 1915), Воронеж — 22 декабря 1986, Москва) — советский экономист, демограф и статистик. Доктор экономических наук, профессор, член-корреспондент АН СССР по Отделению экономики с 1 июля 1966 года.

## Биография
Окончил Институт народно-хозяйственного учёта в Воронеже (1936). Член ВКП(б) с 1942 года.
В 1948—1953 годах работник ЦСУ СССР и Госстатиздата. В 1954—1961 годах — заведующий сектором экономической статистики Института экономики АН СССР. В 1961—1970 годах заведующий сектором статистики, заместитель директора Института экономики мировой социалистической системы АН СССР. В 1970—1975 годах заведующий отделом демографии и статистики ЦЭМИ.
В 1948—1961 годах — представитель СССР в статистической комиссии и комиссии по народонаселению ООН. С 1958 года — член Международного статистического института, в 1961—1965 годах и с 1973 года — вице-президент этого института.
В 1976—1983 годах — директор ИСИ АН СССР.

«Сменил М. Н. Руткевича на посту директора ИСИ АН СССР Т. В. Рябушкин. Тимон Васильевич был демографом, о социологии не имел никакого представления, поэтому резких движений избегал. Будучи человеком порядочным, он предоставил оставшимся в Институте сотрудникам полную свободу деятельности. Покидая Институт, Тимон Васильевич горько пошутил: „Только-только начал понимать, что же это такое — социология, как приходится уходить“».

Награждён орденом Трудового Красного Знамени (1975).
Похоронен на Кунцевском кладбище.
Сын — Рябушкин, Борис Тимонович (род. 1938)— статистик, главный редактор журнала «Вопросы статистики» (2010—2023).

## Основные работы
- Очерки по экономической статистике (М., 1950);
- Статистические методы изучения народного хозяйства (М., 1957);
- Проблемы экономической статистики (М., 1959);
- Международная статистика: организация и методология (М., 1965);
- Темпы и пропорции развития народного хозяйства социалистических стран (М., 1966);
- Экономическая статистика (М., 1966);
- В. И. Ленин и современная статистика (тт. 1—3, 1970—1973; редактор);
- В. И. Ленин и статистика (М., 1971);
- Развитие статистической науки в СССР. М., 1985 (в соавт. с Е. А. Машихиным и В. М. Симчерой);
- Теоретические концепции в отечественной статистике. М., 1986 (в соавт. с Е. А. Машихиным и В. М. Симчерой);
- Советская демография за 70 лет. М., 1987 (редактор);
- Статистические методы и анализ социально-экономических процессов. М., 1990 (в соавт. с Е. А. Машихиным и В. М. Симчерой)